# Bao’an Gonglu
Bao’an Gonglu (chiń. 宝安公路站) – stacja metra w Szanghaju, na linii 1. Zlokalizowana jest pomiędzy stacjami Youyi Xi Lu i Gongfu Xincun. Została otwarta 29 grudnia 2007.